# 都安鯰
都安鯰，為輻鰭魚綱鯰形目鯰科的其中一種，為溫帶淡水魚，分布於亞洲中國淡水流域，棲息在底層水域，生活習性不明。
其种加词“duanensis”意为“都安的”。